# 鶴咀半島

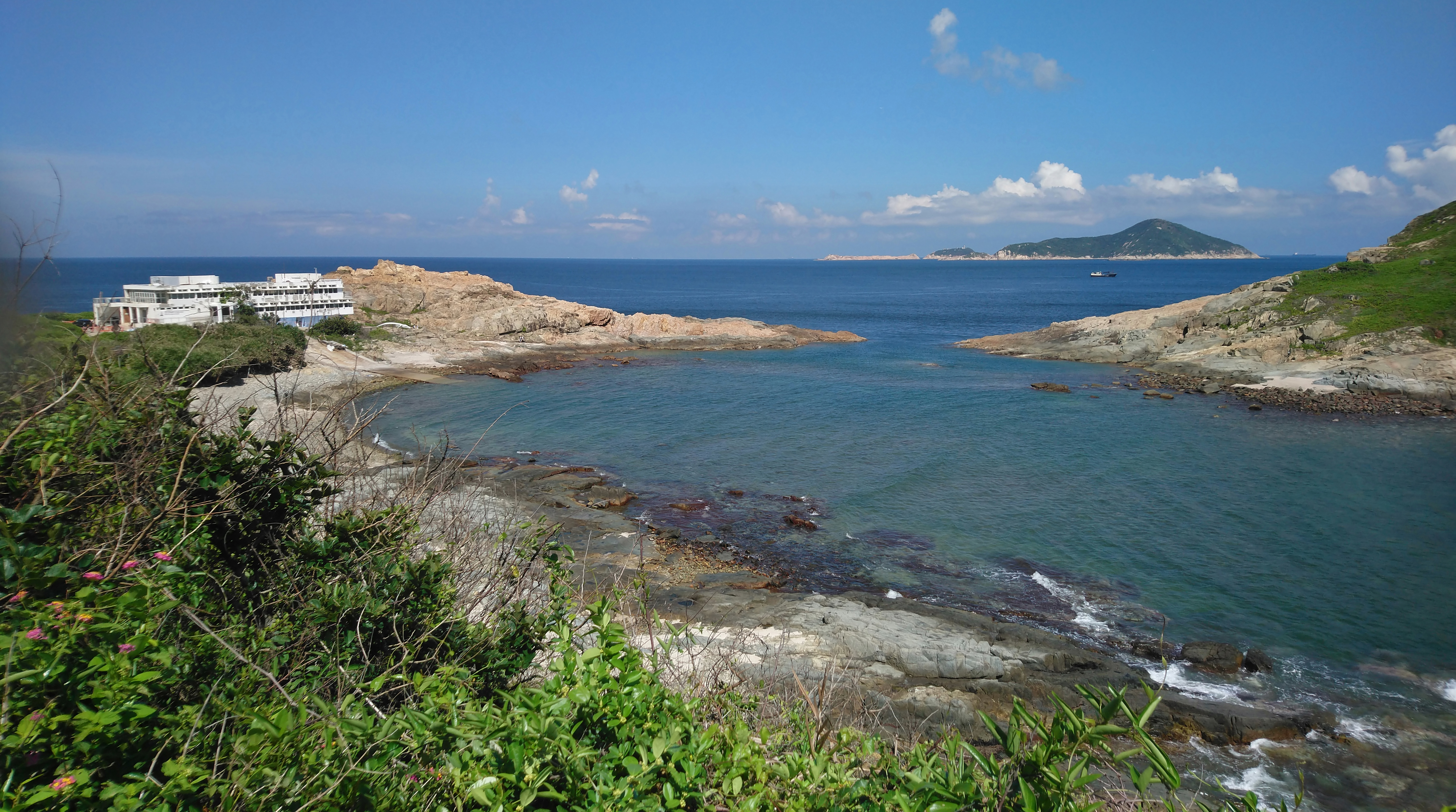
鶴咀半島

鶴咀半島（D'Aguilar Peninsula）是香港石澳以南的一個半島，得名自該半島上一個名為鶴咀的海角。
鶴咀半島位於香港島東南部，行政上屬於現時南區的赤柱及石澳選區（D17）。
鶴咀半島於1975年10月24日被鑑定為具特殊科學價值地點。該處的植物包括有野生油杉、青剛櫟及脆蘭等。

## 地點

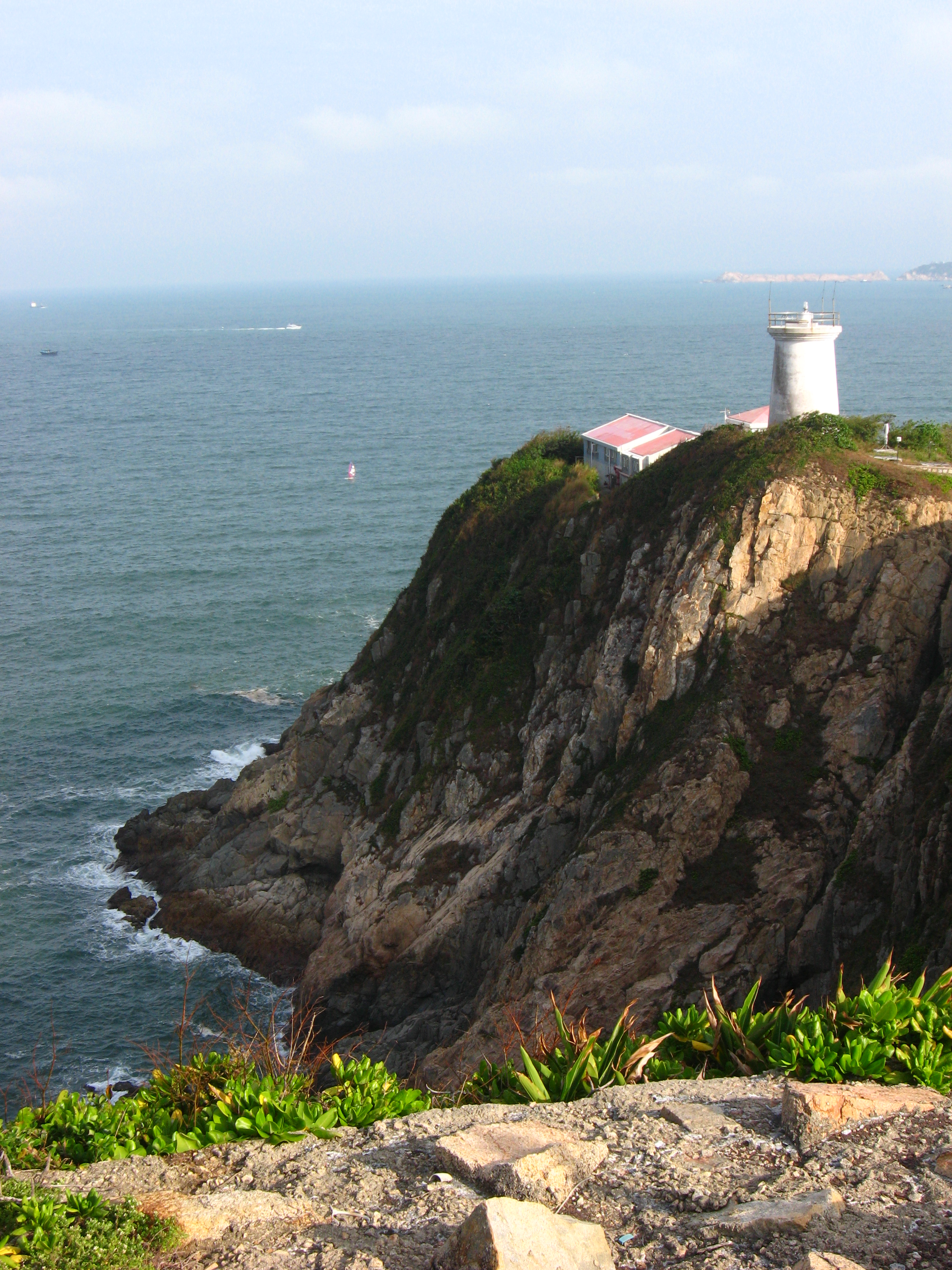
鶴咀燈塔

- 石澳郊野公園
- 鶴咀山
- 大風坳
- 鶴咀
  - 鶴咀海岸保護區
  - 鶴咀燈塔
  - 博加拉炮台
  - 鶴咀炮台
- 石澳石礦場

## 交通

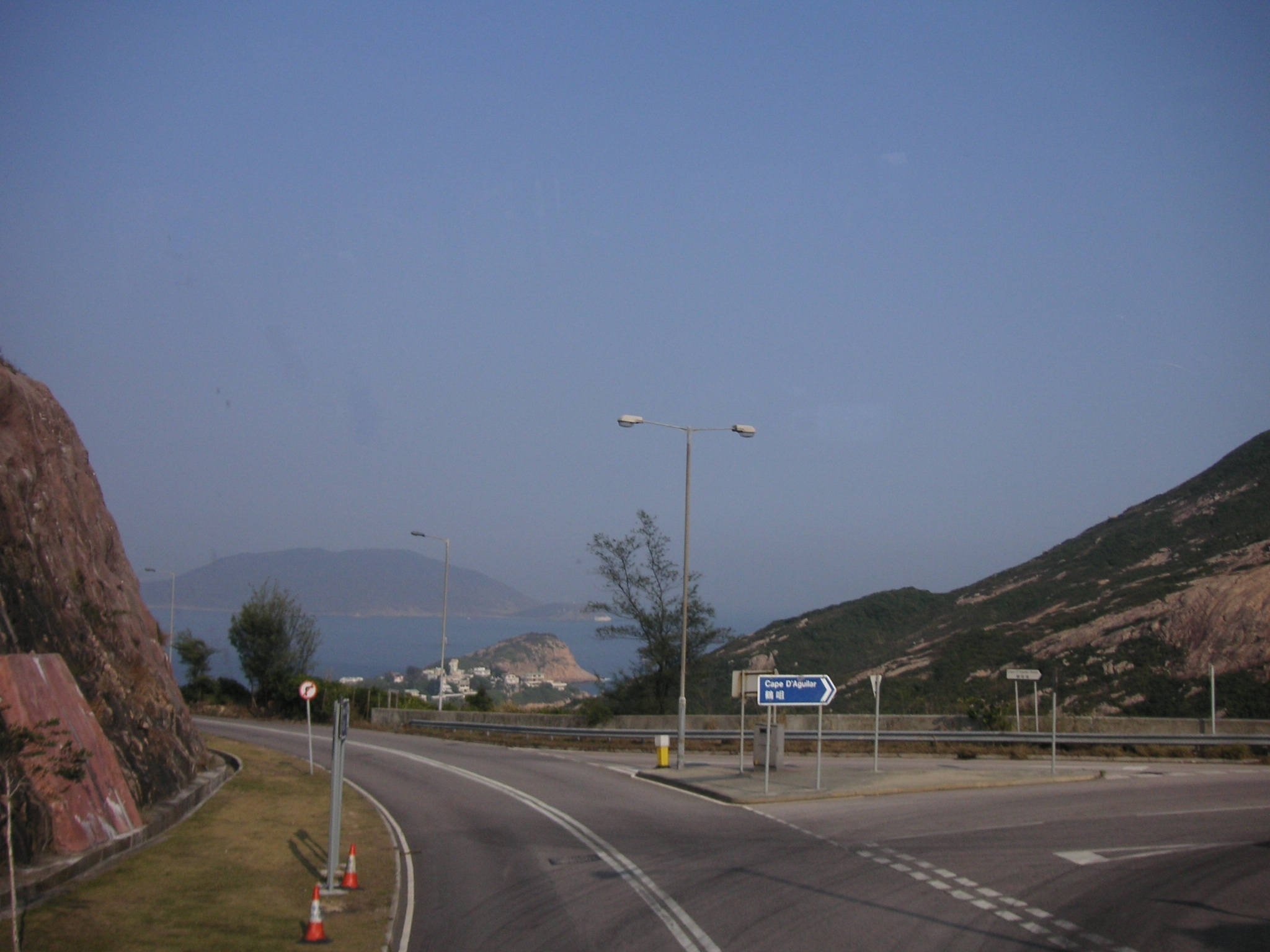
石澳道往鶴咀方向

### 主要道路
- 鶴咀道
- 石澳道

### 公共交通
- 巴士
  - 新巴：9號線（部份班次繞經鶴咀道口）